# Robert G. Ingersoll
Robert Green Ingersoll (estado de Nueva York, 11 de agosto de 1833 - estado de Nueva York, 21 de julio de 1899) fue un abogado, veterano de la guerra civil estadounidense, líder político y orador estadounidense durante la Edad de Oro del librepensamiento, recordado por su gran cultura, su crítica a la religión y su defensa del agnosticismo. Lo apodaron El Gran Agnóstico.

## Biografía

### Su juventud y la práctica del derecho
Robert Ingersoll nació en la aldea de Dresden (440 km al noroeste de la ciudad de Nueva York). Su padre, John Ingersoll, era un predicador proabolicionista congregacionalista, que a causa de sus radicales puntos de vista su familia fue forzada a mudarse frecuentemente. Por un tiempo, el reverendo John Ingersoll ocupó el púlpito como vicario del predicador evangelista estadounidense Charles G. Finney mientras se encontraba de viaje en Europa. Al regreso de Finney, Ingersoll permaneció por un par de meses como pastor asociado bajo su tutela. Las experiencias pastorales del anciano Ingersoll influyeron al pequeño Robert de forma negativa, sin embargo, como El Telegrama de Elmira describe en 1890:

Aunque durante muchos años fue el más notable de los infieles estadounidenses, el coronel Ingersoll nació y se crio en un hogar cristiano devoto. Su padre, John Ingersoll, era un ministro congregacionalista y un hombre notable en su tiempo, un gran pensador, un orador lógico y elocuente, de mente abierta y generosamente tolerante con las opiniones de los demás. La impresión popular atribuye la infidelidad de Ingersoll en su mayor parte a la ortodoxia severa de su padre, junto al entorno austero y sombrío en el que se pasó su infancia, pero es totalmente equivocada. Por el contrario las perspectivas liberales del anciano Ingersoll eran una fuente de constantes problemas entre él y sus feligreses de mente estrecha. A John Ingersoll se le llevó a cambiar frecuentemente sus acusaciones, y varias veces se le convirtió en acusado en los juicios de la iglesia. Su carrera ministerial fue, de hecho, sustancialmente finalizada por un juicio eclesiástico que tuvo lugar cuando era párroco de la Iglesia Congregacional en Madison, Ohio, y en la que su tercera esposa actuó como fiscal. En esta ocasión se le acusó de prevaricación y conducta no ministerial. Las pruebas presentadas en el juicio, que es una de las respetadas tradiciones del pequeño y aburrido pueblo de Madison, eran de lo más triviales y ridículas, pero el comité que las escuchó decidió que a pesar de que no haber hecho «nada en contra de su carácter cristiano», él había actuado «de forma contraria a su carácter ministerial», y le prohibieron predicar en el futuro. Entonces el anciano John se presentó ante las más altas autoridades de la iglesia y se le permitió continuar sus labores clericales. No obstante, él pronto se retiró a Nueva York, pasando desde allí a Illinois, donde murió. El juicio de Madison se produjo cuando el joven Robert tenía nueve años, y fue el trato injusto e intolerante que su padre recibió lo que lo hizo el enemigo, primero del calvinismo, y más tarde del cristianismo en sus diferentes formas.

En 1853, Robert enseñó por un tiempo en la escuela de la ciudad de Metrópolis (estado de Illinois), donde permitió que uno de sus estudiantes, el futuro juez Angus M. L. McBane, hiciera la «mayor parte de la enseñanza, mientras que Ingersoll se centraba en estudiar latín e historia». También había enseñado en la escuela de Mount Vernon (estado de Illinois), en algún momento antes de ocupar su puesto en Metrópolis.

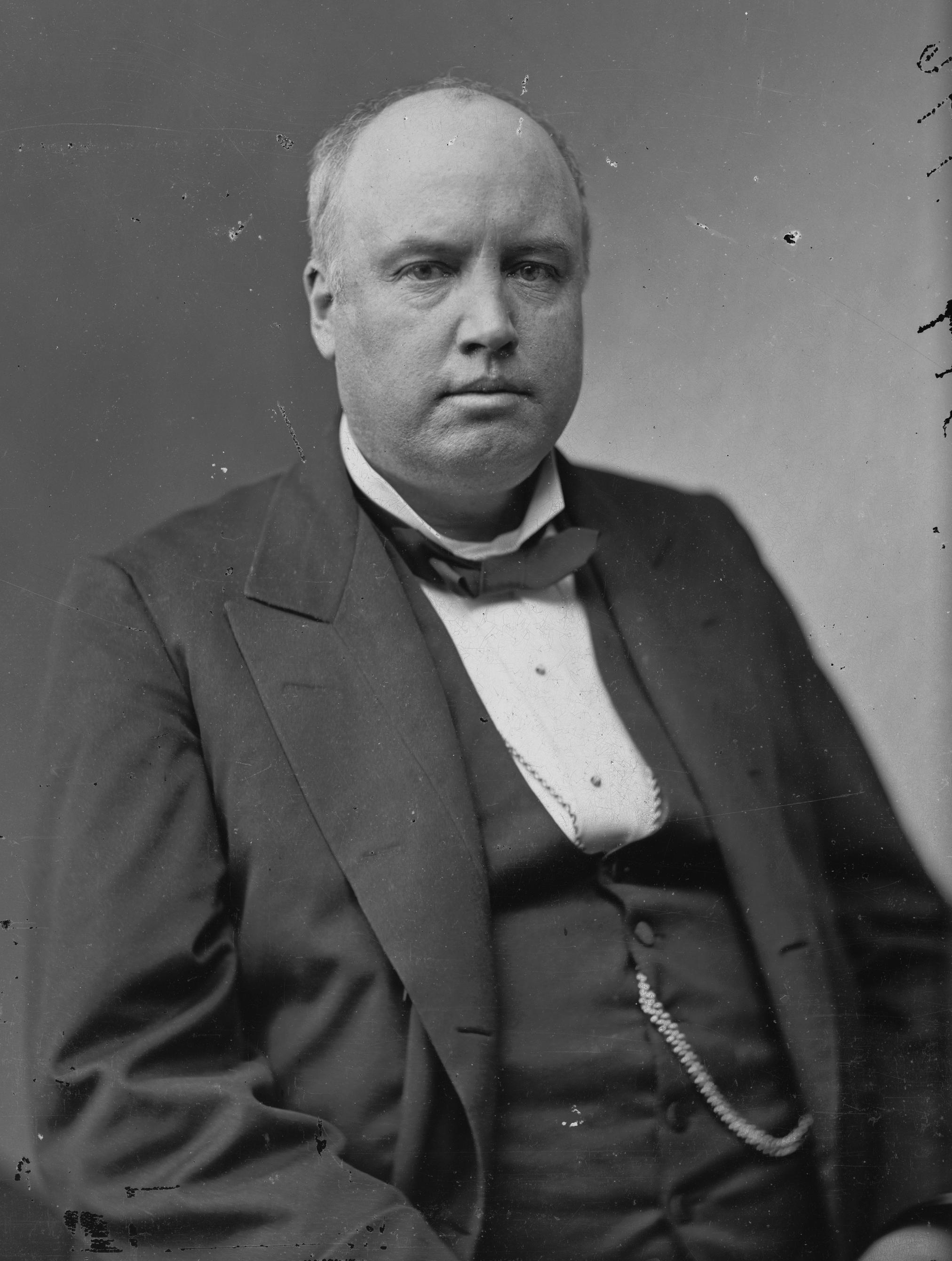
Robert G. Ingersoll

Más tarde ese año, la familia se estableció en Marion (estado de Illinois), donde Robert y su hermano Ebon Clarke Ingersoll fueron admitidos como abogados en 1854.
Un historiador del condado de Williamson señaló 22 años más tarde (en 1876) que los lugareños consideraban a los Ingersolls como una familia «muy intelectual, pero, al ser ambos hermanos abolicionistas y deístas, los hizo insoportables para nuestro pueblo en ese sentido».
En Marion, Robert estudió leyes a cargo del juez Willis Allen y se desempeñó como secretario adjunto de John M. Cunningham, secretario y actuario del condado de Williamson.
En 1855, después de que Cunningham fuera nombrado registrador de la oficina de tierras federales al sureste de Illinois en la ciudad de Shawneetown (estado de Illinois), Ingersoll lo siguió hasta la ciudad ribereña a lo largo del río Ohio. Después de un breve período de tiempo allí, asumió la posición de secretario adjunto con John E. Hall, secretario del condado y secretario de circuito del condado de Gallatin, y también yerno de John Hart Crenshaw.
El 11 de noviembre de 1856, Ingersoll sostuvo a Hall en sus brazos cuando este fue asesinado en su oficina por el hijo de un opositor político.
Cuando se mudó a Shawneetown, Ingersoll continuó estudiando abogacía a cargo del juez William G. Bowman, que tenía una extensa biblioteca tanto de leyes como de libros clásicos. Además de su trabajo como secretario, él y su hermano abrieron su propio bufete bajo el nombre de E. C. and R. G. Ingersoll. Durante este tiempo contó también con una oficina en Raleigh (estado de Illinois), entonces la sede del condado vecino de Saline County (estado de Illinois), como abogado en el tribunal de circuito, a menudo practicó al lado del futuro yerno de Cunningham, John A. Logan, abogado del Estado y aliado político de Hall.
A medida que el juicio del asesino de Hall dominaba la escena y con su anterior mentor teniendo que regresar a Marion después del cierre de la oficina de tierras en 1856, Logan se traslada a Benton (estado de Illinois) después que su matrimonio fracasara, mientras que Ingersoll y su hermano se trasladaron a Peoria (estado de Illinois), donde finalmente se establecieron en 1857.
El 13 de febrero de 1862, Ingersoll se casó en segundas nupcias con Eva Amelia Parker (1841-1923). Tuvieron dos hijas, Eva Ingersoll, la mayor, fue una renombrada feminista y sufragista. Él era un gran creyente en la importancia de la vida familiar.

### La guerra civil, la política y el radicalismo
Con el estallido de la guerra civil estadounidense, Ingersoll formó el 11.º Regimiento de Caballería Voluntaria de Illinois, y asumió el mando. Este luchó en la batalla de Shiloh (6 y 7 de abril de 1862, en el sudoeste de Tennessee), donde fue capturado para luego ser puesto en libertad bajo promesa de que no lucharía otra vez (una práctica común a principios de la guerra).
Después de la guerra, se desempeñó como fiscal general de Illinois. Era un miembro destacado del Partido Republicano y, a pesar de que nunca ocupó un cargo electo, fue un participante activo en la política. Según Robert Nisbet, Ingersoll era un «acérrimo conservador republicano».
Su discurso proponiendo a James Blaine para la elección presidencial de 1876 no tuvo éxito, al recibir Rutherford B. Hayes la nominación republicana, pero el discurso en sí mismo, conocido como el «Caballero Emplumado», se consideró un modelo de oratoria política. (Franklin Roosevelt probablemente lo utilizó como modelo para su discurso «Guerrero feliz» al proponer a Alfred E. Smith a la presidencia en 1928). Sus radicales ideas sobre la religión, la esclavitud, el sufragio femenino, y otros temas de la época constantemente le impidieron aspirar o desempeñar cargos políticos más altos que el de fiscal general del estado. Los republicanos del estado de Illinois trataron de presionarlo para que se postulase para gobernador con la condición de que ocultara su agnosticismo durante la campaña, a lo que rehusó alegando que ocultar información al público era inmoral.
Como abogado participó en varias causas judiciales importantes, en particular los juicios de la Star Route, un gran escándalo político del que sus clientes fueron absueltos. También defendió a un hombre del estado de Nueva Jersey acusado de blasfemia. Aunque no ganó la absolución, su enérgica defensa es considerada por haber desacreditado las leyes sobre la blasfemia y algunos juicios vigentes.
Representó al famoso estafador, James Reavis, conocido como el Barón de Arizona, pronunciando su reclamo sobre la concesión de tierras de Peralta irrevocable.
Robert Ingersoll hizo muchas observaciones sobre la religión durante su vida. Afirmó que el mito del infierno representa «toda la mezquindad, toda la venganza, todo el egoísmo, toda la crueldad, todo el odio, toda la infamia de la que el corazón del hombre es capaz».

### Oratoria y libre pensamiento

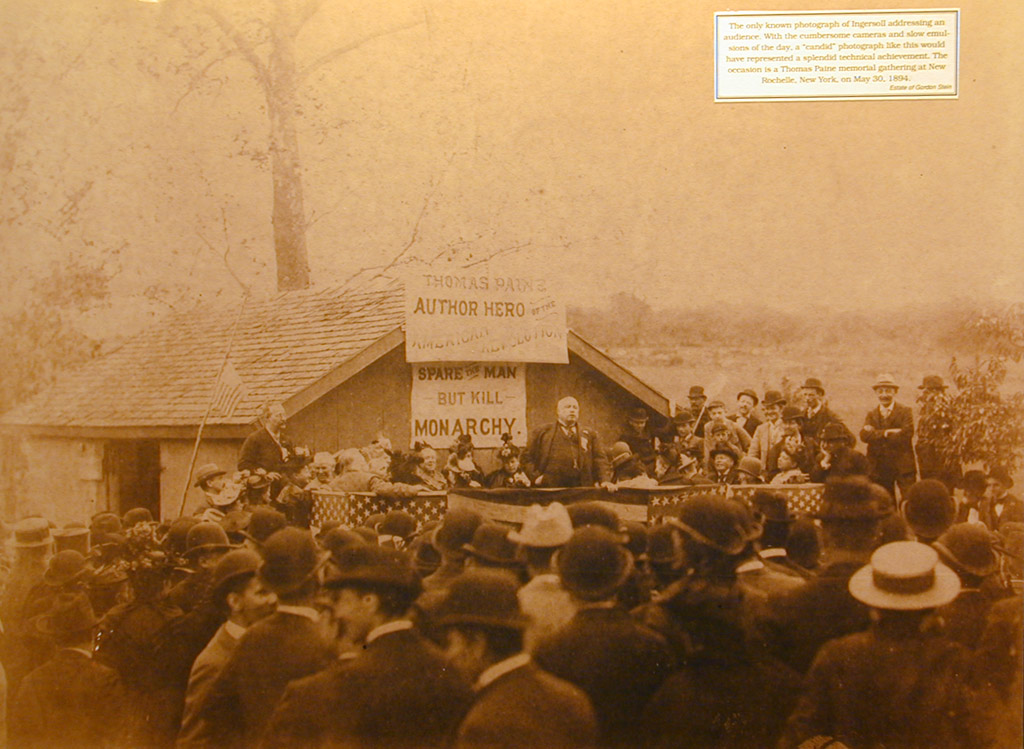
Ingersoll hablando en la ciudad de New Rochelle (estado de Nueva York), 1894: Debido a las limitaciones tecnológicas de las primeras cámaras, esta es la única imagen conocida de Ingersoll dirigiéndose a una audiencia.

Ingersoll era más conocido como orador, el más popular de su época, en un tiempo en que la oratoria era entretenimiento público. Habló sobre todos los temas, desde Shakespeare a la Reconstrucción, pero sus temas más populares fueron el agnosticismo, la santidad y el refugio de la familia. Se comprometió a que sus discursos quedaran en la memoria de la gente a pesar de que había ocasiones en que se extendían por más de tres horas. Se decía que su público nunca se impacientaba.
Muchos de los discursos de Ingersoll abogaban por el librepensamiento y el humanismo, y frecuentemente se burlaba de las creencias religiosas. Por ello frecuentemente era blanco de ataques por parte de la prensa, pero ni sus opiniones ni tampoco la mala publicidad podrían detener su creciente popularidad. En la cúspide de su fama, su público pagaría 1$ o más para oírlo hablar, una suma enorme para su día.
Ingersoll murió de una insuficiencia cardíaca congestiva a los 65 años de edad.
Poco después de su muerte, su cuñado, Clinton P. Farrell, recopiló copias de sus discursos con el fin de publicarlas. En el volumen 12 de Las obras de Robert G. Ingersoll (Ediciones Dresden) se interesó en mantener vivas sus ideas y preservar sus discursos para las generaciones futuras.
Sus cenizas están enterradas en el Cementerio Nacional de Arlington (Sección 3, Lote 1620, Casilla S-16.5).
En 2005, una edición popular de trabajo de Ingersoll fue publicado por el periódico Steerforth. Editado por el crítico musical Tim Page (ganador del premio Pulitzer), recordó su frase «¿Qué tiene que ver Dios con esto?: dijo Robert Ingersoll hablando sobre la libertad de expresión, el hablar honestamente y la separación de Iglesia y Estado». Tim Page llevó las ideas de Ingersoll a una nueva audiencia.

## Amistad con Walt Whitman
Ingersoll disfrutó de una amistad con el poeta Walt Whitman (1819-1892), quien lo consideraba como el mayor orador de su época. «No debería ser sorprendente que me siento emparentado con Ingersoll, porque él es Hojas de hierba... Él vive, personifica, la individualidad, que yo predico. Veo en Bob [Ingersoll] el más noble ejemplar con la esencia estadounidense pura de esta tierra, extendiendo, dando, exigiendo luz».
El sentimiento era mutuo. Tras la muerte de Whitman en 1892, Ingersoll pronunció el panegírico en su funeral. El elogio fue publicado con un gran éxito y se lo considera un panegírico clásico.

## En la cultura popular

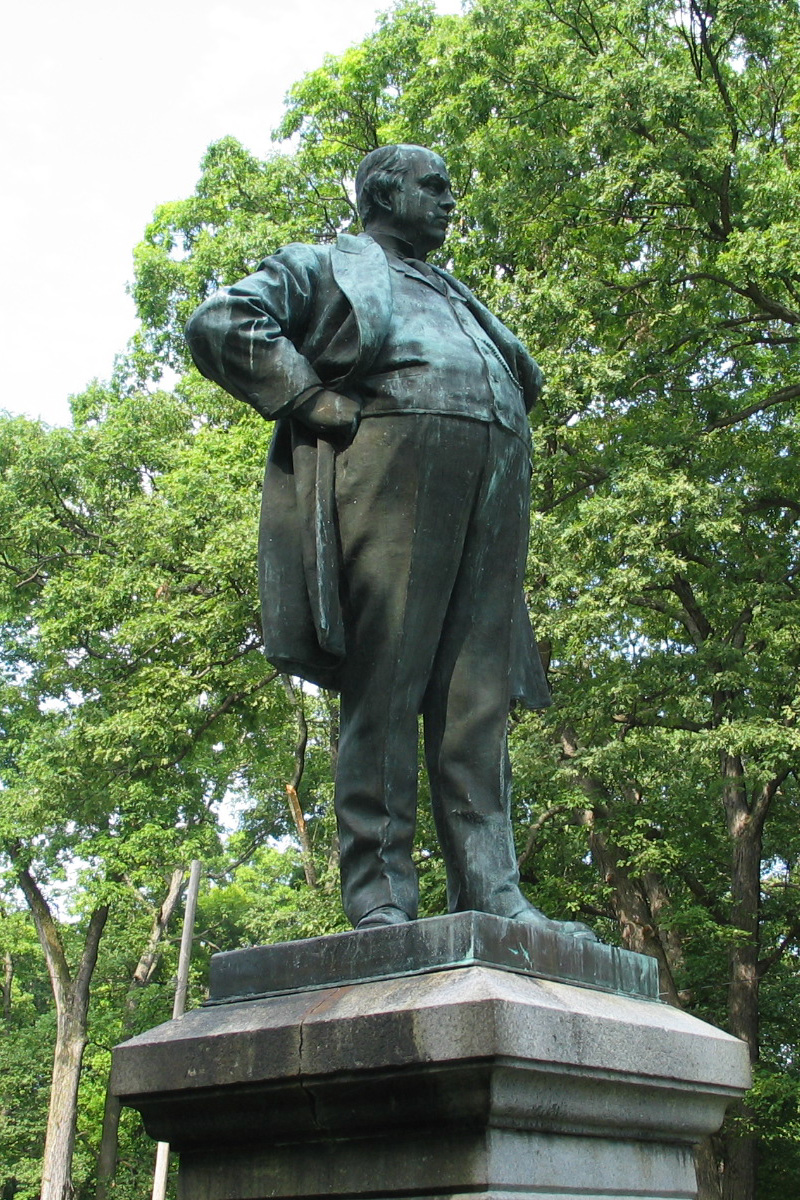
Estatua de Ingersoll en Peoria, Illinois

- En su libro Diccionario del Diablo el periodista y escritor estadounidense Ambrose Bierce (1842-1914) incluyó su propia versión del Decálogo, en la que el segundo mandamiento dice, «Ni imágenes ni ídolos harás / por Robert Ingersoll para ser quebrantada».
- En el libro de A. B. Simpson (1843-1919) escrito en 1890, Wholly sanctified (‘completamente santificado’), el destacado pastor de la ciudad de Nueva York y fundador de la Alianza Cristiana y Misionera escribe acerca de querer leer las conferencias de Ingersoll con el fin de responderlas, pero estaba tan indignado después de leer una página que «no se atrevió a ir más lejos». Simpson se refiere a él como «este atrevido blasfemo».[12]
- En la novela corta de William Faulkner (1897-1962) De esta tierra y más allá un anciano deja su cuerpo en el momento de la muerte y visita una especie de antepurgatorio donde se encuentra con la sombra de un hombre que podría ser Robert Ingersoll. Este es abordado por el anciano, quien le dice «Así que usted también se ha reconciliado... con este lugar». A lo que Ingersoll responde, «Ah... reconciliado».[13]
- En la novela de Sherwood Anderson de 1920 Pobre Blanco, «Robert Ingersoll llegó [a un pequeño pueblo del Medio Oeste] para hablar..., y después de haber partido, la pregunta de la divinidad de Cristo ocupó las mentes de los ciudadanos durante meses».
- En la novela de Sinclair Lewis de 1927 Elmer Gantry, un fornido estudiante universitario llamado Elmer Gantry que está fuertemente influido por su agnóstico amigo Jim Lefferts, es objeto de una aparentemente milagrosa transformación al cristianismo bautista. Por sugerencia de Lefferts, Gantry utiliza como inspiración para su primer sermón un discurso de Robert Ingersoll, que comienza, «El amor es el único arco en las nubes oscuras de la vida». Gantry decide no dar crédito a Ingersoll, que sería infame para su público, y reflexiona, «¡Maldición! Es probable que esta noche nadie haya leído nunca a Ingersoll. Están contra de él. Además en cierto modo lo cambiaré todo».
- El pueblo de Redwater, Texas, originalmente fue nombrado Ingersoll en honor a Robert Ingersoll cuando fue fundado a mediados de 1870; el nombre actual se adoptó después de una reunión de avivamiento celebrada en la ciudad en 1886.
- «Después de visitar la tumba de Napoleón» por Ingersoll es citado en Nacida ayer.
- En el libro de P. G. Wodehouse La temporada de apareamiento, P. C. Dobbs, que resulta ser un ferviente ateo, dejó temprano el Concurso de Talentos del Condado ubicado en el salón local porque no le gustaba el entretenimiento, y se fue a casa a «fumar su pipa y leer a Robert G. Ingersoll».
- La montaña Coronel Bob en el estado de Washington fue nombrada así por Robert Ingersoll.[14]
- Su lugar de nacimiento, conocido como Casa Natal de Robert Ingersoll, o Casa Natal Museo de Robert Green Ingersoll, fue incluido en el Registro Nacional de Lugares Históricos en 1988.[15]
- La siguiente declaración de Ingersoll se cita en la cubierta interior del álbum Consequences del grupo Godley & Creme:

«En la naturaleza no hay ni recompensas ni castigos, hay consecuencias».
- El pensamiento agnóstico de Ingersoll fue nombrado «ingersollismo» por sus contemporáneos intelectuales, incluyendo al congregacionalista Lyman Abbott,[16] el ministro congregacionalista John P. Sanderson,[17] el académico y abogado de Illinois George Reuben Wendling[18] y otros (como una colección de refutaciones al Ingersollismo publicado en 1879 por los editores de Chicago Rodas y McClure).[19]

## Obras
- RobertGreenIngersoll.org
- Los dioses y otras lecturas (Nueva York: D. M. Bennett, 1876)
- Algunos errores de Moisés (Washington D. C.: C. P. Farrell, 1879)
- Walt Whitman (Nueva York, The Truth Seeker Co, 1890)
- «El coronel Ingersoll responde a sus críticas en el Evening Telegram de Nueva York. (Toronto: J. Spencer Ellis, 1892)
- Shakespeare, un discurso (Nueva York, Farrell, 1895)
- Abraham Lincoln, un discurso (Nueva York, Farrell, 1895)
- Voltaire, un discurso (Nueva York, Farrell, 1895)
- Los grandes discursos de Cnel. R. G. Ingersoll; completo (Chicago: Rhodes & McClure, 1895)
- Por qué soy un agnóstico (1896)
- Las obras de Robert G. Ingersoll vol. 1, 2, 3, 4, 5, 6, 7, 8, 9, 10, 11 y 12 (Nueva York: The Dresden pub. co., C. P. Farrell, 1902)